# Alfred Ter-Mkrtytjan
Alfred Ter-Mkrtytjan, född den 19 mars 1971 i Jerevan, Armenien, är en sovjetisk brottare som tog OS-silver i flugviktsbrottning i den grekisk-romerska klassen 1992 i Barcelona. 